# Dekarbonisierung
Dekarbonisierung oder auch Entkarbonisierung bezeichnet die komplexen Prozesse der Umstellung einer Wirtschaftsweise, speziell die der Energiewirtschaft, in Richtung eines niedrigeren Umsatzes von Kohlenstoff. Damit einhergehen sollen insbesondere ein niedrigerer Kohlendioxidausstoß sowie ein niedrigerer Methanausstoß in die Erdatmosphäre. Das Ziel ist auf Dauer die Schaffung einer postfossilen Wirtschaft, um die Emissionen zu verringern, die den Treibhauseffekt verstärken und damit die globale Erwärmung verursachen.
„Dekarbonisierung“ wird hier nicht so weitgehend aufgefasst, dass sämtliche organischen Stoffe, die bekanntermaßen allesamt Kohlenstoffverbindungen darstellen, aus dem Wirtschaftsgeschehen verbannt werden. Vielmehr geht es darum, sämtliche Prozesse zu ersetzen, welche Kohlendioxid-, Kohlenmonoxid- und Methanemissionen, also die Emissionen kohlenstoffhaltiger Gase, in die Erdatmosphäre beinhalten.

## Hintergrund
Bei der Dekarbonisierung werden jene Handlungen und Prozesse, durch die Kohlenstoffdioxid (CO2) freigesetzt wird, durch solche Prozesse abgelöst, bei denen diese Freisetzungen unterbleiben oder kompensiert werden (siehe auch Defossilisierung). Im Hinblick auf die modellhafte Untersuchung von Energiesystemen ist Dekarbonisierung die Verringerung der Kohlenstoffintensität der Energieversorgung, also der pro Einheit erzeugter Energie verursachten CO2-Emissionen. Es handelt sich damit um einen angebotsseitigen Ansatz der Emissionsminderung, der – neben einer Verringerung der Energienachfrage (Energieeffizienz, Energiesuffizienz) – auf eine Verlagerung der Nachfrage auf weniger emissionsintensive Energieträger abzielt. Die Dekarbonisierung  ist damit ein zentrales Mittel des Klimaschutzes sowie einer der Hauptpfeiler der Energiewende; Ziel ist die CO2-Neutralität der Wirtschaft. Technologische Ansätze wie Geschlossene Kohlenstoffkreisläufe zielen darauf ab, Kohlenstoffverbindungen nach ihrer Nutzung erneut in Wertschöpfungsketten einzubinden und somit die Freisetzung von CO₂ in die Atmosphäre zu vermeiden.

## Maßnahmen
Maßnahmen der Dekarbonisierung sind der Umstieg von fossilen Energieträgern auf erneuerbare Energien oder die Nutzung der umstrittenen Kernenergie, wobei letztere jedoch etwas höhere Kohlendioxidemissionen aufweist als die meisten erneuerbaren Energien. Eine dritte Dekarbonsierungsstrategie ist die Abscheidung von Kohlendioxid in fossilen Kraftwerken mit anschließender Verpressung in tiefe Bodenschichten, die sogenannte CCS-Technologie. Diese weist jedoch deutlich höhere CO2-Emissionen auf als die Nutzung erneuerbarer Energien oder der Kernenergie. Während in Bereichen wie dem Transport mit kleinen Kraftfahrzeugen oder der Heiz- und Kältetechnik eine Dekarbonisierung durch Nutzung von regenerativ erzeugtem Strom noch relativ leicht möglich ist, ist dies zum Beispiel beim Flugverkehr und Ferntransport sowie bei Schifffahrt, Stahl- und Zementproduktion deutlich schwieriger.
Für den Bereich der Stahl-, Zement-, Ethylen-, Ammoniak- und Glasproduktion zeigt eine im Jahr 2019 veröffentlichte Studie, dass es bis 2050 möglich ist, die Treibhausgasemissionen um 80 bis 95 Prozent gegenüber denen im Jahr 1990 zu senken. Die steigende Nachfrage nach den genannten Produkten erschwert jedoch eine effektive Dekarbonisierung.

## Geschichte
Auf dem G7-Gipfel auf Schloss Elmau 2015 vereinbarten die G7-Staaten, die weltweiten Treibhausgasemissionen bis 2050 um 40 bis 70 % im Vergleich zum Jahr 2010 zu reduzieren und die Weltwirtschaft bis 2100 vollständig zu dekarbonisieren.
Ende September 2015 wurden auf dem Weltgipfel für nachhaltige Entwicklung 2015 in New York die 17 Ziele nachhaltiger Entwicklung (engl.: Sustainable Development Goals – SDG) festgelegt. Das siebente Ziel (Nachhaltige Energie für alle) und das 13. Ziel (Bekämpfung des Klimawandels) haben einen unmittelbaren Bezug zur Dekarbonisierung.
Im Dezember 2015 fand die UN-Klimakonferenz statt, auf der das Übereinkommen von Paris verabschiedet wurde. Demnach sollen die CO2-Emissionen soweit reduziert werden, dass die globale Erwärmung auf möglichst 1,5 Grad Celsius begrenzt werden kann.
Nach einer allmählichen Dekarbonisierung der Energieversorgung bis etwa zum Jahr 2000 kehrte sich dieser Trend zumindest bis 2010 wieder um. Grund war der gestiegene Verbrauch von Kohle in Relation zu anderen Energiequellen. Den Bemühungen zur Dekarbonisierung steht die Abhängigkeit vieler Regierungen von den Einnahmen aus der Förderung und dem Verkauf fossiler Energieträgern entgegen (der Grad der Abhängigkeit ist dabei sehr unterschiedlich). In Staaten mit großen Reserven fossiler Energieträger stieg im Zeitraum von 2004 bis 2015 die Nachfrage von Primärenergie aus fossilen Brennstoffen stark; der Anteil erneuerbarer Energieträger blieb nahezu konstant; dadurch fand eine Dekarbonisierung bislang nicht statt. Politikwissenschaftler der University of Oxford sprechen – in Anlehnung an die Hypothese vom Ressourcenfluch – vom carbon curse (dt. Kohlenstofffluch), der Länder mit großen Reserven fossiler Energieträger zu einem kohlenstoffintensiven Wachstumspfad verdammen könnte. Gründe seien fehlende Anreize für Energieeffizienz, die emissionsintensive Extraktion der Reserven, die Verdrängung alternativer Energien durch die leicht zugänglichen fossilen Brennstoffe, bei denen zudem ein hoher politische Druck besteht, sie zu subventionieren. Weltweit wurden Anfang 2020 fossile Energien dreimal mehr subventioniert als erneuerbare Energien.